# Посташь
Посташь — река в Шарангском районе Нижегородской области России. Устье реки находится в 125 км от устья Рутки по правому берегу. Длина реки составляет 22 км, площадь водосборного бассейна — 150 км².

## Данные водного реестра
По данным государственного водного реестра России относится к Верхневолжскому бассейновому округу, водохозяйственный участок реки — Волга от устья реки Ока до Чебоксарского гидроузла (Чебоксарское водохранилище), без рек Сура и Ветлуга, речной подбассейн реки — Волга от впадения Оки до Куйбышевского водохранилища (без бассейна Суры). Речной бассейн реки — (Верхняя) Волга до Куйбышевского водохранилища (без бассейна Оки).
Код объекта в государственном водном реестре — 08010400312110000043945.

### Притоки
(указано расстояние от устья)
- 8,5 км: река Монотня[3] (лв)